# Louis Mitchell
Pour les articles homonymes, voir Mitchell.
Louis Mitchell, né le 30 septembre 1822 à Montréal et mort le 6 mai 1902, est un facteur d'orgue canadien.

## Biographie
Il a appris son métier à bonne école en travaillant plusieurs années chez Samuel-Russell Warren. En 1860, il part à son compte en s'associant, pour quelques années, avec un compagnon d'apprentissage, Charles Forté.
Après la réussite de premiers travaux de proportion moyenne, il connaît la célébrité grâce à des grands instruments de la Cathédrale Notre-Dame de Québec (1864), de la Cathédrale Saint-Jacques de Montréal (1867-1868), et surtout de la Cathédrale Sainte-Famille de Chicago (1868-1870) où il signe un orgue de 63 jeux reconnu comme un des plus importants et des plus réussis de l'Amérique à cette époque. Ces instruments sont hélas disparus.
Heureusement, il reste ceux de Notre-Dame de Lévis (1870), Saint-Michel de Vaudreuil (1871), Saint-André de Kamouraska (1874), Saint-Norbert, Saint-Roch-de-Richelieu et Saint-Fabien-de-Panet.
Il y a aussi, ailleurs au Canada, celui de l'église Saint-Simon et Saint-Jude (1882) de Tignish dans l'Île du Prince-Édouard.
Mitchell veillait particulièrement à la qualité de la tuyauterie qu'il importait ou qu'il fabriqua lui-même à compter de 1874. Cela explique pourquoi ses instruments qui ont été agrandis ou modernisés par d'autres facteurs contiennent encore une importante tuyauterie de lui, soit à Sainte-Croix-de-Lotbinière, Saint-Augustin-de-Portneuf, Saint-Sauveur de Québec (1873), ou particulièrement, à Notre-Dame de Lévis.

## Sources
- L'orgue au Québec Article sur l'organier Louis Mitchell.
- L’Encyclopédie de la musique au Canada Article sur l'organier Louis Mitchell.